# Madventures
"Madventures" 是一档芬兰的冒险旅行纪实节目，由两位芬兰主持人 Riku Rantala 和 Tuomas Milonoff 主持。该节目起初在2002年首播，后来经过多季的发展，一直持续到2013年。"Madventures" 的主题是挑战和冒险，两位主持人会前往世界各地，尝试一些独特、危险或具有挑战性的活动，同时探讨当地文化、传统和历史。
主持人 Riku Rantala 和 Tuomas Milonoff 都是冒险家和旅行者，他们的旅程通常以不同寻常的方式呈现，包括尝试当地的食物、参与本地传统仪式、探险等。"Madventures" 被认为是一档富有创意和挑战的旅行纪实节目，吸引了观众关注不同文化和生活方式。
这档节目的成功使得 Riku Rantala 和 Tuomas Milonoff 成为芬兰的名人，并为他们赢得了多个奖项。"Madventures" 的影响力超越了芬兰，也在国际上积累了一定的观众群体。